# Фаиккьо
Фаиккьо (итал. Faicchio) — коммуна в Италии, располагается в регионе Кампания, подчиняется административному центру Беневенто.
Население составляет 3857 человек, плотность населения составляет 90 чел./км². Занимает площадь 43 км². Почтовый индекс — 82030. Телефонный код — 0824.
Покровителем коммуны почитается святой Иоанн Креститель. Праздник ежегодно празднуется 24 июня.

## Известные уроженцы
- Луиджи Пальмьери (1807—1896) — итальянский физик, сейсмолог и метеоролог.